# راه‌آهن کینتتسو
راه‌آهن کینتتسو (انگلیسی: Kintetsu Railway) شرکت ترابری ریلی ژاپنی است، که در سال ۱۹۱۰ تأسیس شد.